# Dragana Volkanovska
Dragana Volkanovska (mazedonisch Драгана Волкановска; * 6. Juni 1993) ist eine nordmazedonische Badmintonspielerin. 

## Karriere
Dragana Volkanovska wurde 2006 erstmals mazedonische Meisterin, wobei sie im Mixed mit Filip Mihajlovski erfolgreich war. Im Folgejahr war sie in allen drei möglichen Disziplinen erfolgreich, 2008 nur noch im Einzel.

## Sportliche Erfolge
| Saison | Veranstaltung              | Disziplin   | Platz | Name                                    |
| ------ | -------------------------- | ----------- | ----- | --------------------------------------- |
| 2006   | Mazedonische Meisterschaft | Mixed       | 1     | Filip Mihajlovski / Dragana Volkanovska |
| 2007   | Mazedonische Meisterschaft | Dameneinzel | 1     | Dragana Volkanovska                     |
| 2007   | Mazedonische Meisterschaft | Dameneinzel | 1     | Dea Zdravkovska / Dragana Volkanovska   |
| 2007   | Mazedonische Meisterschaft | Mixed       | 1     | Filip Mihajlovski / Dragana Volkanovska |
| 2008   | Mazedonische Meisterschaft | Dameneinzel | 1     | Dragana Volkanovska                     |